# Signe Egholm Olsen
Signe Egholm Olsen (* 9. Mai 1980 in Århus, Dänemark) ist eine dänische Schauspielerin.

## Leben
Olsen absolvierte 2003 eine Schauspielausbildung am Statens Teaterskole und debütierte im selben Jahr in dem Theaterstück Hamlet von Shakespeare als Ophelia in der Kulturværftet Kronborg in Helsingør. 2005 schaffte sie einen Durchbruch in der Rolle der Maria in dem Film Nordkraft. Anschließend wirkte sie bei mehreren Filmen und Fernsehserien mit.
Signe Egholm Olsen erreichte 2009 unter anderem eine größere Bekanntheit für ihre Rolle als Iselin (Aris) in der Weihnachtsserie Der Pakt. Ebenso wirkte sie von 2006 bis 2007 in der Serie Anna Pihl – Auf Streife in Kopenhagen als Louise Madsen und 2009 in dem Film Bruderschaft als Karina sowie 2010 bis 2013 in Borgen – Gefährliche Seilschaften als Anne Sophie Lindenkrone mit. Weiterhin hatte sie einen Auftritt in der US-amerikanischen Spielfilm Into the Wild als Sonja und in der dänischen Komödie Die Wahrheit über Männer als Louise.

## Filmografie
- 2003: Forsvar
- 2005: TV2/Lorry (Fernsehserie)
- 2005: Nordkraft
- 2005: Der schönste Tag (Den store dag)
- 2006: Hundeøjne (Kurzfilm)
- 2006–2007: Anna Pihl – Auf Streife in Kopenhagen (Anna Pihl, Fernsehserie)
- 2007: Into the Wild
- 2009: Bruderschaft (Broderskab)
- 2009: Der Pakt (Pagten, Weihnachtsserie)
- 2009–2014: Aftenshowet
- 2010: Die Wahrheit über Männer (Sandheden om mænd)
- 2012: Gummi T
- 2010–2013, 2022: Borgen – Gefährliche Seilschaften (Borgen, Fernsehserie)
- 2013: Hvor lyset kommer ind (Kurzfilm)
- 2013: In der Stunde des Luchses (I lossens time)
- 2013: Rita
- 2014: August
- 2014: Nordic Factory
- 2018: Wildhexe (Vildheks)
- 2019: Darkness – Schatten der Vergangenheit (Den som dræber – Fanget af mørket, Fernsehserie)
- 2021: Der Kastanienmann (Kastanjemanden, Netflixserie)
- 2022: Das letzte Opfer (Klienten)

## Auszeichnungen
- 2009: Ove-Sprogøe-Preis (Ove Sprogøe Prisen)[1]
- 2010: Reumert-Theaterpreis für die Beste weibliche Hauptrolle des Jahres im Theater in dem Stück Bygmester Solness[2]
- 2022: Lauritzen-Preis